# Seán MacBride
Seán MacBride (París, Francia, 25 de enero de 1904 - Dublín, 15 de enero de 1988) fue un activista y político irlandés.

## Biografía
Su infancia transcurrió entre París y Dublín. Su padre, John MacBride, era republicano, y fue capturado en 1916 por las autoridades británicas durante el Alzamiento de Pascua. Su madre, Maud Gonne, fue también detenida en otras ocasiones por sus ideas políticas.
Cuando tenía 13 años, MacBride se unió al IRA. Fue jefe del Estado Mayor de la organización, pero la abandonó en 1936 para seguir el camino constitucional. Al año siguiente, terminó sus estudios de Derecho en Dublín y trabajó como periodista. Diez años después fundó el partido político de corte socialista y republicano Clann na Poblachta y ocupó el cargo de Ministro de Asuntos Exteriores, mientras el Consejo Europeo esbozaba la Convención Europea de Derechos Humanos.
En 1950 llegó a ser presidente de los Ministros de Asuntos Exteriores del Consejo de Europa. Además, fue vicepresidente de la Organización para la Cooperación Económica Europea entre 1948 y 1951. En su labor como ministro de Asuntos Exteriores paralizó la inserción de Irlanda en la OTAN.

## Derechos Humanos
Entre 1950 y 1980, MacBride trabajó de manera incansable por los derechos humanos en todo el mundo. Llevó el conflicto territorial irlandés a la Corte Europea de los Derechos Humanos después de que en 1958 cientos de hombres fueran encarcelados sin juicio en la República de Irlanda.
Perteneció a un grupo de abogados que fundó en el Reino Unido la organización Justice, basada en los derechos humanos y la reforma de la Ley. Participó en numerosas organizaciones internacionales relativas a los derechos humanos, entre ellos la International Prisoners of Conscience Fund, de la cual fue administrador.
Llegó a ser miembro fundador de Amnistía Internacional y su presidente desde 1961 hasta 1974. Hizo una gran campaña contra la persecución, la intolerancia y las injusticias. 
Fue elegido secretario general de la Comisión Internacional de Juristas entre 1963 y 1970. Durante este tiempo creó y llevó la presidencia de una junta de organizaciones no gubernamentales que defendían la protección de los derechos humanos. 
Fue elegido presidente en dos ocasiones de la Cumbre Internacional de la Paz, en Génova (1968-1974) y (1974-1985).
En 1973 fue elegido por la Asamblea General de las Naciones Unidas comisario en Namibia con el rango de Asistente de Secretario General de las Naciones Unidas. En 1977 fue nombrado presidente de la Comisión Internacional de Comunicación, fundada por la UNESCO. En 1980, fue nombrado presidente de la UNESCO.

## Obras
En 1971 escribió The Right to Refuse to Kill: A New Guide to Conscientious Objection and Service Refusal.

## Premios
Todo este trabajo fue recompensado con el Premio Nobel de la Paz en 1974, que compartió con el primer ministro japonés Eisaku Sato. Este premio lo definía como un hombre que “movilizó la consciencia del mundo para luchar contra las injusticias”. Después recibió: 
- Medalla Americana de la Justicia (1975),
- Premio Lenin de la Paz (1975-1976) y
- Medalla de Oro de la UNESCO (1980).

## Comunicación mundial
Su trabajo dentro del ámbito de la comunicación se relaciona con la etapa de presidencia de la Comisión Internacional de Comunicación. En esta comisión se debatieron los problemas en el campo de la comunicación derivados de la tecnología, el libre flujo comunicativo, etc. En el seno del debate surgiría el NOMIC (Nuevo Orden Internacional de la Información y de la Comunicación), que trajo consigo el denominado Informe MacBride. Este informe mostraba críticas a la desigualdad entre los países en cuanto al acceso a los medios de comunicación.
El “Informe MacBride” se realizó en 1980 y surgió como instrumento de denuncia sobre la situación que existía en aquella época. Las grandes compañías de comunicación controlaban el medio y las noticias que se trataban siempre eran las mismas. Este informe fue editado en la lengua Española bajo el nombre de Un solo mundo, múltiples voces constituyendo un texto relevante a escala mundial. Desde el punto de vista de la historia de estos organismos, a nivel mundial, cabe destacar la salida de la UNESCO en aquel momento de uno de sus principales componentes, Estados Unidos, debida a las críticas expuestas en el informe.
El "nuevo orden mundial de la información y comunicación" (NOMIC) sugiere once propuestas para paliar los efectos negativos de la influencia de grandes empresas e ir haciendo desaparecer poco a poco las trabas existentes en el mundo de la comunicación. Entre esas propuestas se destacan la supresión de las desigualdades, desaparición de los efectos negativos que surgen de los monopolios o instituciones públicas o privadas, conseguir una libre y amplia corriente de informaciones, diversificación de fuentes, libertad de expresión, que todos los países puedan trabajar con un equipamiento adecuado y que cuenten con personal válido y que los países más desarrollados ayuden a los más atrasados para conseguir esos objetivos, entre otras.